# Grbovi dalmatinskog komunalnog plemstva – Q
Za grbove dalmatinskog komunalnog plemstva ne vrijede zakoni heraldike zbog posebnih uvjeta nastanka i vlasnika istih. Grbovi dalmatinskog komunalnog plemstva pripadaju krugu talijanskog komunalnog plemstva gdje je tradicija opisivanja s gledišta promatrača. 
Grbovi s početnim slovom  Q

## Grbovi
| Grb | Kuća i opis grba |
| --- | --- |
|     | Quarco, Kvarko, Ciprianus Quarco (Trogir) Titula: Ninsko plemstvo - (HR) I Vodoravna podjela. Gore plavo polje, dolje zlatno polje. Preko svega lav suprotnih boja zlatno-plavi. [1/4, 2/30] - (HR) II Kameni reljef, grb iznad ulaza u kuću Kvarko, Trogir. |